# Klement Gottwald

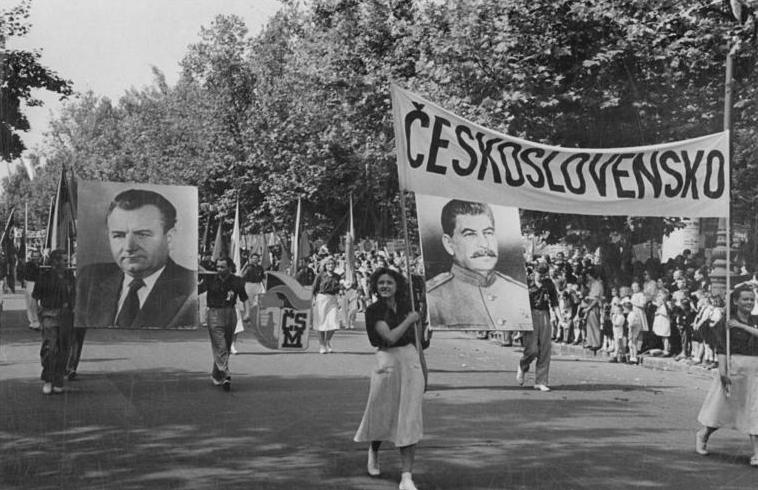
Československá delegace na oslavách mezinárodního dne dětí v maďarské Budapešti, roku 1949. Vlevo nesený portrét je Gottwald, vpravo lze vidět Stalina

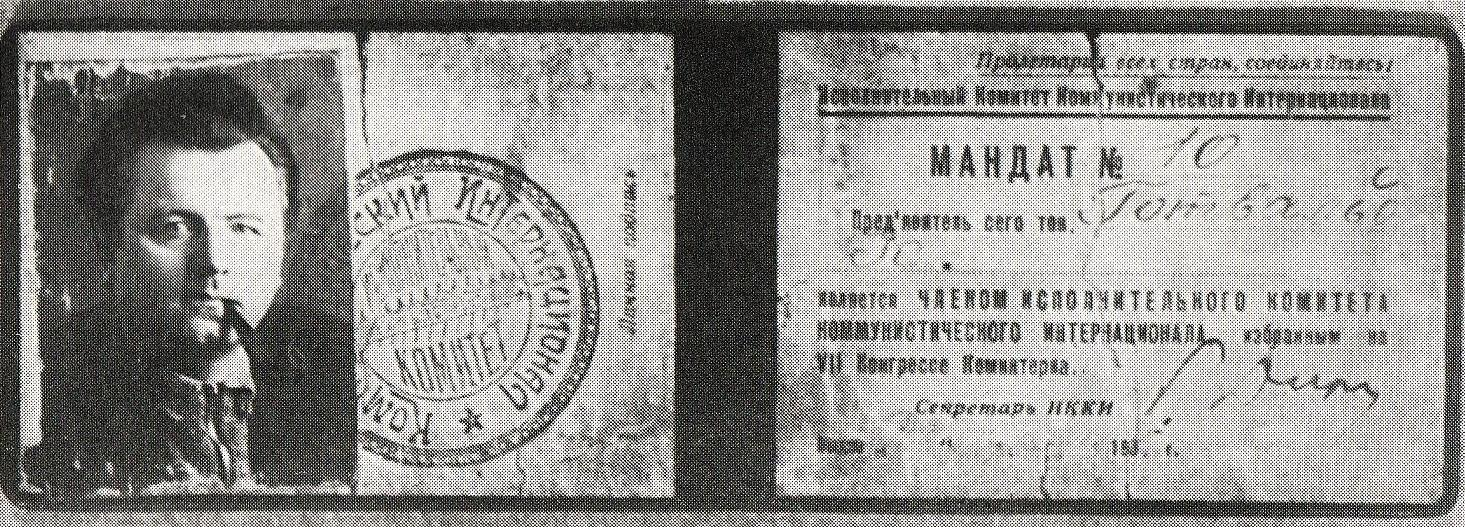
Průkazka Gottwalda coby člena Kominterny z roku 1935

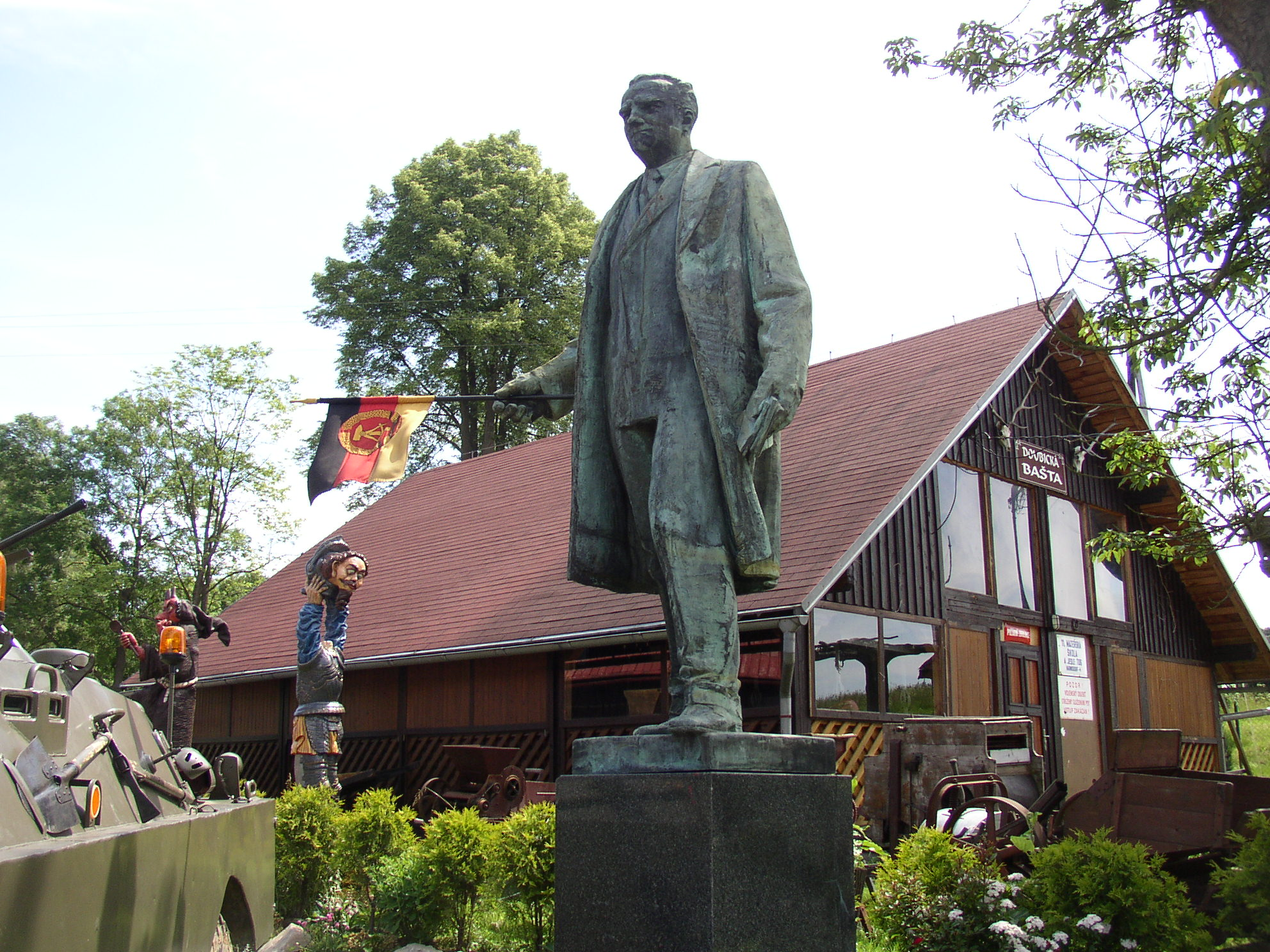
Socha Klementa Gottwalda v Doubici

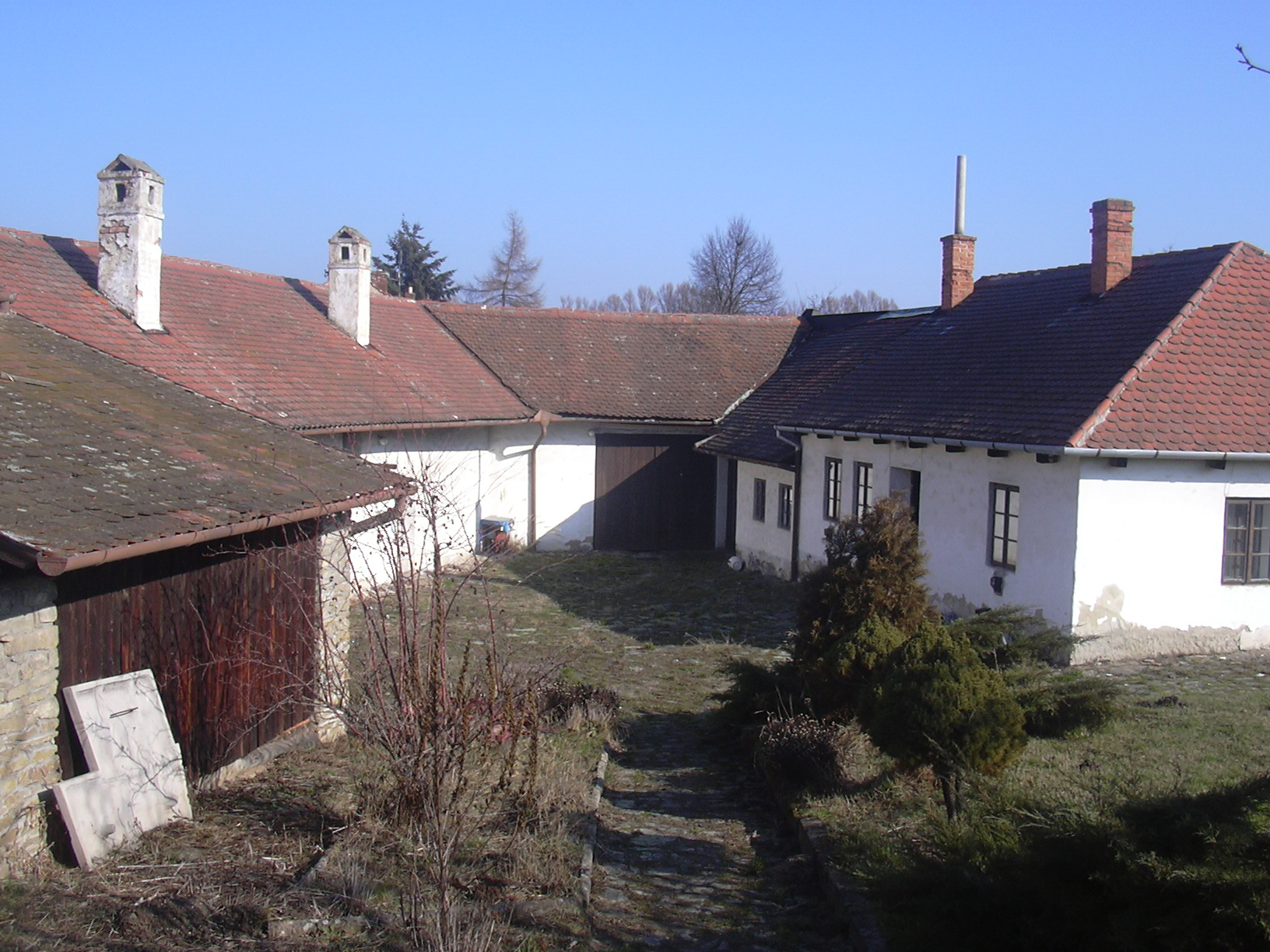
Údajný rodný dům v Dědicích – současnost

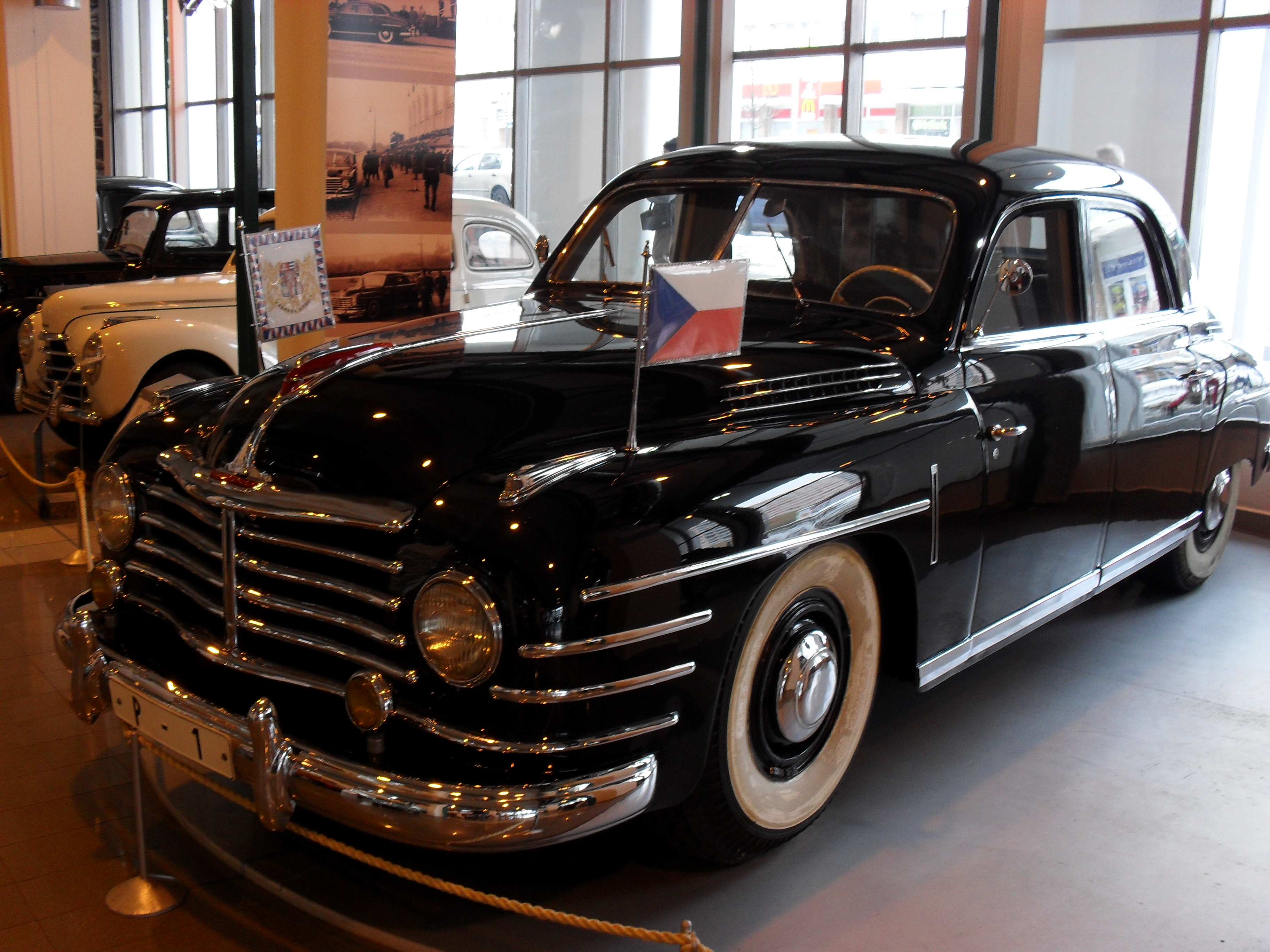
Pancéřovaný automobil Škoda VOS, používaný prezidentem Gottwaldem

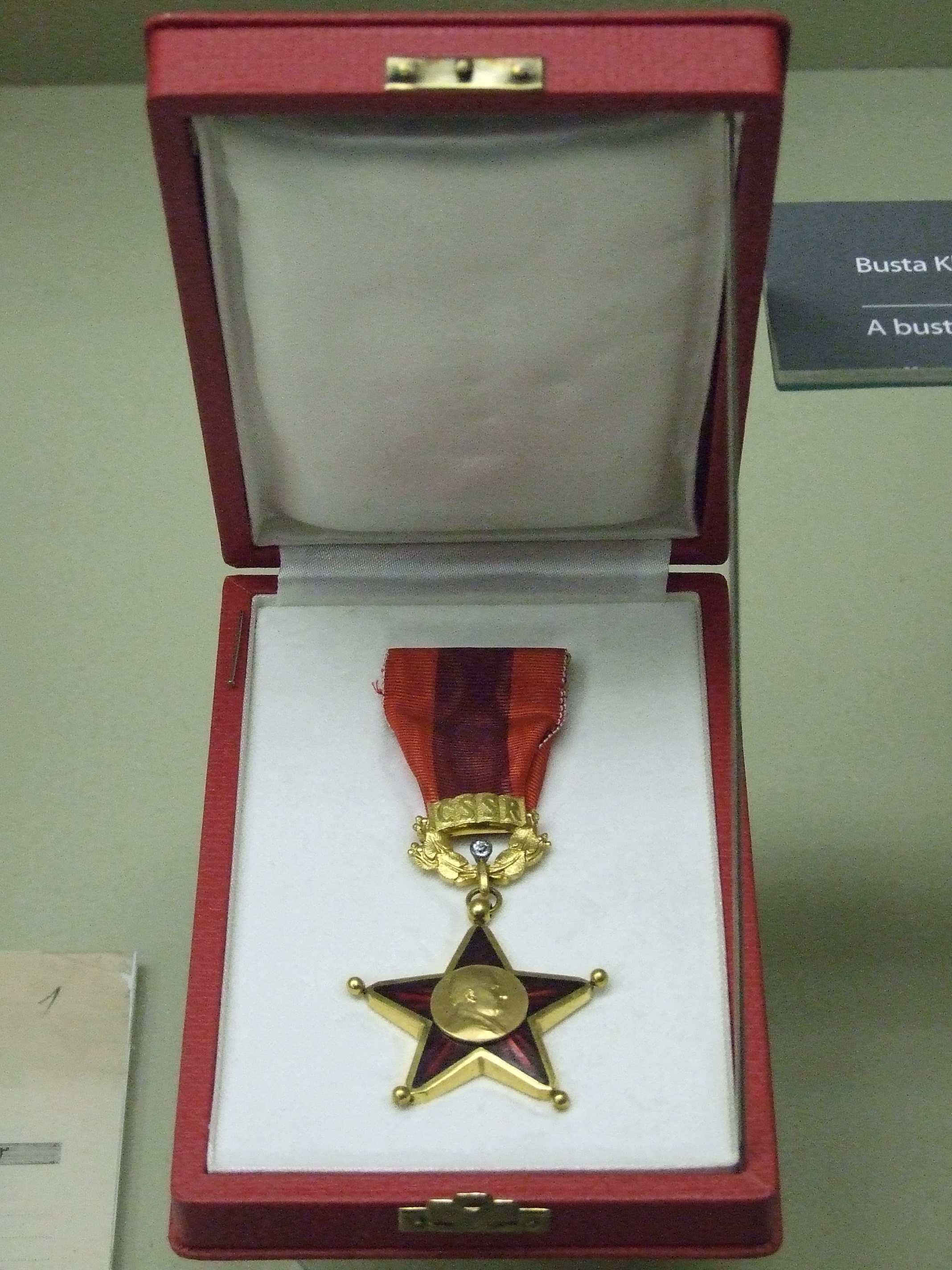
Insignie Řádu Klementa Gottwalda – za budování socialistické vlasti

Klement Gottwald (23. listopadu 1896 Dědice – 14. března 1953 Praha) byl československý komunistický politik. Od roku 1929 byl poslancem Národního shromáždění. Po druhé světové válce vykonával nejdříve funkci premiéra v první a druhé vládě. Čtyři měsíce po převzetí moci komunisty v roce 1948 byl zvolen prezidentem Československa, byl jím až do své smrti. Třebaže se na začátku stavěl proti politickým procesům, nedokázal sovětským tlakům vzdorovat. Byl přímo odpovědný za smrt mnoha desítek svých odpůrců, spolupracovníků a nevinných lidí (včetně Milady Horákové).

## Život

### Dětství a mládí
Klement Gottwald se narodil 23. listopadu 1896 v Dědicích u Vyškova jako nemanželský syn zdejší rodačky Marie Gottwaldové (1874–1952). Pokřtěn byl o den později v místním kostele Nejsvětější Trojice. Otec nebyl v matriční knize uveden. Marie Gottwaldová pracovala jako děvečka, jeho otcem asi byl rolník František Skácel z nedalekých Heroltic, který se ale k němu nehlásil. Jeho rodina však posílala pravidelně peníze na Klementovu výživu. V matriční knize je jako místo narození Klementa Gottwalda uveden dům čp. 102 (nynější dům Revoluční 102/16), podle historiků se tam však nenarodil (v domě sice sloužila jeho matka, ovšem po otěhotnění ji sedlák propustil). Dle historika Radka Mikulky je možné, že Marie Gottwaldová porodila v jiném domě v Dědicích (u rodiny Zabloudilových, kteří se jí ujali), či někde u vesnice na poli. Uvádí se také, že Klement Gottwald se narodil přímo v Herolticích na slámě ve stodole, patřící statkáři Franzovi, u kterého jeho matka pracovala a který ji i s dítětem poté odsunul do Dědic.
V jeho devíti měsících odjela Marie Gottwaldová do Brna, kde začala pracovat jako kojná. O malého Klementa se tak starali příbuzní. Později navštěvoval školu v Herolticích a následně se sám přesunul do Vídně, kde se před první světovou válkou vyučil truhlářem. Zároveň se tam účastnil činnosti mezi sociálnědemokratickou mládeží.

### Osobní život
Jeho životní partnerkou byla Marta, rozená Holubová. Ta, stejně jako on, měla nemanželský původ. I když jeho žena při něm vždy stála a byla jeho věrnou společnicí, nikdy nevstoupila do KSČ. Jejich jediná dcera Marta se narodila v roce 1920, sezdáni byli až 21. března 1928 v Praze. Dcera Marta se koncem 40. let provdala za Alexeje Čepičku.

### První světová válka
V letech 1915–1918 byl vojákem rakousko-uherské armády. Traduje se, že bojoval v bitvě u Zborova. To by znamenalo, že zde stál i proti budoucímu generálovi a prezidentovi Ludvíku Svobodovi, který bojoval na straně čs. legií. Podle vojenského historika Aleše Knížka to sice nelze vyloučit, ale ani potvrdit. Tomáš Jakl z Vojenského historického ústavu označil Gottwaldovu účast u Zborova za legendu – Gottwald měl být v době bitvy v nemocnici ve Vídni. V létě roku 1918 Gottwald z rakouské armády dezertoval. Po vzniku samostatného Československa sloužil 2 roky v Československé armádě. V letech 1920–1921 pracoval v Rousínově jako stolařský dělník.

### Funkcionář tělovýchovy
Po roztržce ve Svazu dělnických tělovýchovných jednot (SDTJ) si komunisticky zaměřená část jednot vytvořila v roce 1921 novou organizaci, Federaci dělnických tělovýchovných jednot (FDTJ). Gottwald dokázal získat všechny jednoty svého okresu do nové organizace a byl starostou 20. okresu FDTJ. V červnu 1921 své jednoty přivedl na I. dělnickou spartakiádu v Praze na Maninách. V září 1921 z Rousínova odešel do Banské Bystrice, kde se stal redaktorem komunistického časopisu Hlas ľudu. Zároveň začal se zakládáním jednot na okrese Banská Bystrica a v místní jednotě byl zároveň místostarostou. Byl jednatelem 47. okresu FDTJ, při listopadové konferenci slovenské FDTJ byl zvolen jednatelem XIII. župy se sídlem v Žilině. Brzy poté se stal vedoucím redaktorem časopisu Spartakus. V roce 1922 se přestěhoval do Vrútek, kam se rozhodnutím ÚV KSČ přestěhovala redakce několika komunistických časopisů. Ve Vrútkách sídlila i župa FDTJ pro Slovensko a Podkarpatskou Rus, jejímž byl jednatelem. V roce 1924 byly redakce přestěhovány do Ostravy, přesídlil tam i Gottwald.

### Počátky politické činnosti
Do roku 1926 byl funkcionářem komunistické strany na Slovensku a redaktorem komunistického tisku. V květnu roku 1924 ve Frýdku na komunisty svolaném táboru lidu veřejně kritizoval majetkovou politiku radnice a byl za to potrestán třemi dny žaláře. V letech 1926–1929 pracoval v pražském sekretariátu KSČ a podařilo se mu zformovat promoskevskou opozici proti jejímu tehdejšímu vedení. Od roku 1928 byl členem vedoucího orgánu Kominterny, její exekutivy, tj. její výkonné složky.
V únoru roku 1929, na jednání V. sjezdu KSČ, se společně s Guttmannem, Švermou, Slánským, Kopeckým a Reimanem (tzv. karlínští kluci) dostali do vedení strany. Téhož roku se stal poslancem Národního shromáždění.
Ve 2. polovině 30. let provedl v politice KSČ řadu změn podle přání a vzoru zahraniční politiky Sovětského svazu, konkrétně politiky lidové fronty a obrany proti fašismu určené na VII. kongresu Kominterny v létě roku 1935. V září a říjnu roku 1938 patřil k hlavním představitelům opozice proti přijetí Mnichovského diktátu.

### Emigrace do SSSR
Krátce po podpisu Mnichovské dohody se zúčastnil schůzky významných osobností, které se nechtěly smířit s kapitulací a diskutovaly možnost vojenského odporu. Jednou ze zvažovaných možností byl i vojenský převrat, k žádnému rozhodnutí ale nedošlo. Po zákazu KSČ emigroval v listopadu roku 1938 do Sovětského svazu, kde pak až do roku 1941 zastával politiku odpovídající sovětsko-německému paktu ze srpna roku 1939. Po napadení Sovětského svazu v roce 1941 bral vytváření protihitlerovské koalice jako svoji velkou příležitost prosadit se a začínal promýšlet pozdější převzetí moci v Československu. Jeho osobní asistentkou a sekretářkou se v té době stala Ludmila Köhlerová, manželka vlivného člena KSČ a Gottwaldova přítele z mládí Bruna Köhlera, která tuto pozici zastávala až do jeho smrti.
V prosinci roku 1943 se dohodl s představitelem londýnské emigrace prezidentem dr. Edvardem Benešem na sjednocení domácího a zahraničního protinacistického odboje. Dne 4. dubna 1945 byla jmenována exilová vláda Zdeňka Fierlingera, ve které Gottwald zastával funkci náměstka předsedy vlády. Po skončení války se mu pak podařilo zajistit komunistům zásadní vliv při poválečném uspořádání Československa.

### Návrat do Československa
10. května roku 1945 se vrátil do Prahy jako místopředseda československé vlády a předseda Národní fronty. Od stejného roku až do své smrti byl zároveň předsedou KSČ. V listopadu 1945 byla jmenována druhá vláda Zdeňka Fierlingera, i v této vládě byl Gottwald místopředsedou, a to až do července 1946, kdy byl po vítězství KSČ v prvních poválečných volbách pověřen sestavením nové vlády.
Na podzim roku 1947 už bylo zřejmé, že komunisti jsou hrozbou pro demokracii. V únoru 1948 nastala vládní krize kolem usnesení o Bezpečnosti z 13. února 1948. Došlo k sérii událostí, které vedly k úplnému převzetí moci ve státě. Tyto události byly završeny 25. února, kdy prezident Beneš přijal (v rozporu s ústavou) demisi nekomunistických ministrů a doplnil vládu kandidáty navrženými komunisty. Následně byla 11. března 1948, jeden den po úmrtí nestranického ministra zahraničí Jana Masaryka, potvrzena nová komunistická vláda. 9. května byla přijata nová komunistická ústava vyhlašující lidově demokratickou republiku. Tuto komunistickou ústavu prezident dr. Edvard Beneš odmítl podepsat. 30. května proběhly volby s vynucenou účastí a s možností volit jen z jednotného seznamu kandidátů komunisty ovládané Národní fronty.

### Prezident
Dne 14. června 1948 byl Gottwald po abdikaci prezidenta dr. Edvarda Beneše, který odmítl podepsat komunistickou Ústavu 9. května, zvolen československým prezidentem. V zemi pak začali rozhodovat a fakticky vládnout sovětští poradci. V ekonomice prosadili koncepci těžkého průmyslu, v zemědělství násilnou kolektivizaci. Zavedli monopol komunistické moci pro školství, vědu i kulturu. Hlavní zájem poradců byl soustředěn hlavně na bezpečnost, armádu, prokuraturu i soudy.
Za Gottwaldovy vlády došlo počátkem padesátých let k mnoha politickým vykonstruovaným procesům.Byl rozpoután politický teror: bylo vyneseno přes 230 rozsudků smrti, více než 100 000 občanů bylo odsouzeno k doživotí či mnohaletým vězením.[zdroj?] Kárnými vojenskými jednotkami PTP (Pomocné technické prapory) prošly desítky tisíc „protistátních živlů“. Popravování byli i přední komunističtí funkcionáři v čele s Rudolfem Slánským. I přes řadu intervencí v její prospěch neudělil milost Miladě Horákové a potvrdil rozsudek smrti.

## Smrt
Dne 11. března 1953 se první dělnický prezident vrátil leteckým speciálem ze Stalinova pohřbu. Po přistání si postěžoval předsedovi vlády Antonínu Zápotockému, že mu není příliš dobře. Myslel si, že má jen chřipku, ale skutečnost byla vážnější. Ačkoliv to bylo přísně tajeno, byl závislý na alkoholu a trpěl syfilidou. Tyto problémy byly zřejmě příčinou aneurysmatu aorty (výdutě srdeční tepny), na následky jejího prasknutí po třech dnech, tj. 14. března 1953, zemřel. Jeho manželka na jeho pohřbu obvinila moskevské kruhy z jeho smrti, přinejmenším proto, že ho donutily letět do Moskvy na Stalinův pohřeb, i když pro výduť aorty je každá změna atmosférického tlaku velmi nebezpečná. Následně skončila v péči psychiatrů.

### Mumifikace
Gottwaldovo tělo bylo uloženo v mauzoleu původně předpokládaném pro prezidenta Tomáše Garrigua Masaryka v uzpůsobeném Národním památníku na pražském vrchu Vítkově. Tělo bylo v letech 1953 až 1962 vystavováno návštěvníkům podobně jako Leninovo. Navzdory široce rozšířenému mýtu o špatně provedené balzamaci bylo tělo v okamžiku odstranění z památníku v perfektním stavu, což plyne z odtajněné zprávy o doplňující balzamaci provedené sovětskými odborníky v roce 1961.

### Zpopelnění
Tělo bylo vyňato z památníku a zpopelněno v roce 1962 na základě politického rozhodnutí souvisejícího s nákladností provozu mauzolea a kritikou kultu osobnosti v ČSSR. Již rozšířené zvěsti o špatném stavu těla však byly použity jako zdůvodnění před stalinisticky smýšlející frakcí komunistů.
Urna s popelem byla uložena v kamenném sarkofágu opět v Národním památníku. Po sametové revoluci byla přemístěna spolu s urnami dalších významných členů KSČ do společného hrobu č. 137 na Olšanských hřbitovech.

## Názvy měst

### Gottwaldov
1. ledna 1949 bylo město Zlín přejmenováno na Gottwaldov. Stalo se tak v souvislosti se správní reformou, při které bylo k původnímu Zlínu připojeno několik dalších obcí; tak byl vytvořen nový územní celek, který obdržel název Gottwaldov. Název Zlín však zcela nezanikl, neboť centrální čtvrť města se nazývala Gottwaldov I – Zlín. Tentýž rok se město stalo sídlem Gottwaldovského kraje, jenž však zanikl při další reformě státní správy v roce 1960. Název Gottwaldov vydržel i přes dlouhodobou nevoli mnoha obyvatel města přesně 41 let. K navrácení původního názvu došlo záhy po listopadových událostech v roce 1989; Gottwaldov se stal opět Zlínem 1. ledna 1990.

### Gottwald
V listopadu 1976 bylo rozhodnutím Nejvyššího sovětu Ukrajinské sovětské socialistické republiky přejmenováno město Zmijiv na město Gottwald. Vztah k Československu byl odůvodňován skutečností, že nedaleko města se nachází vesnice Sokolovo, u níž se v březnu 1943 odehrála bitva u Sokolova, které se účastnili i vojáci Prvního československého armádního sboru v SSSR pod velením Ludvíka Svobody. K přejmenování došlo u příležitosti 80. výročí narození Gottwalda. Od roku 1990 se město opět jmenuje Zmijiv.

## Obraz v kultuře
Představitelem Gottwalda v několika normalizačních filmech a inscenacích ze 70. let byl Bohumil Pastorek, který se mu nápadně fyzicky podobal.
K 90. výročí narození Klementa Gottwalda (1986) natočila Československá televize pětidílný seriál Gottwald podle scénáře Jaroslava Matějky v režii Evžena Sokolovského s Jiřím Štěpničkou v titulní roli. Kandidáty na hlavní roli byli také např. Pavel Havránek, herec Ypsilonky, který však roli odmítl, stejně tak Jan Vlasák, nebo Oldřich Vlach. Jiřímu Štěpničkovi nabídl režisér roli Gottwalda údajně proto, aby mu pomohl vylepšit pošramocený kádrový profil.
Po roce 1989 vzniklo několik filmů či seriálů, které se zabývaly obdobím let 1945–1953, které bylo klíčové jak pro Československo, tak pro Gottwalda samotného. Klementa Gottwalda ztvárnili:
| Jiří Vyorálek  | České století, r. Robert Sedláček, 2013 |
| Jiří Vyorálek  | Milada, r. David Mrnka, 2017            |
| Aleš Procházka | Toman, r. Ondřej Trojan, 2018           |

## Zajímavosti

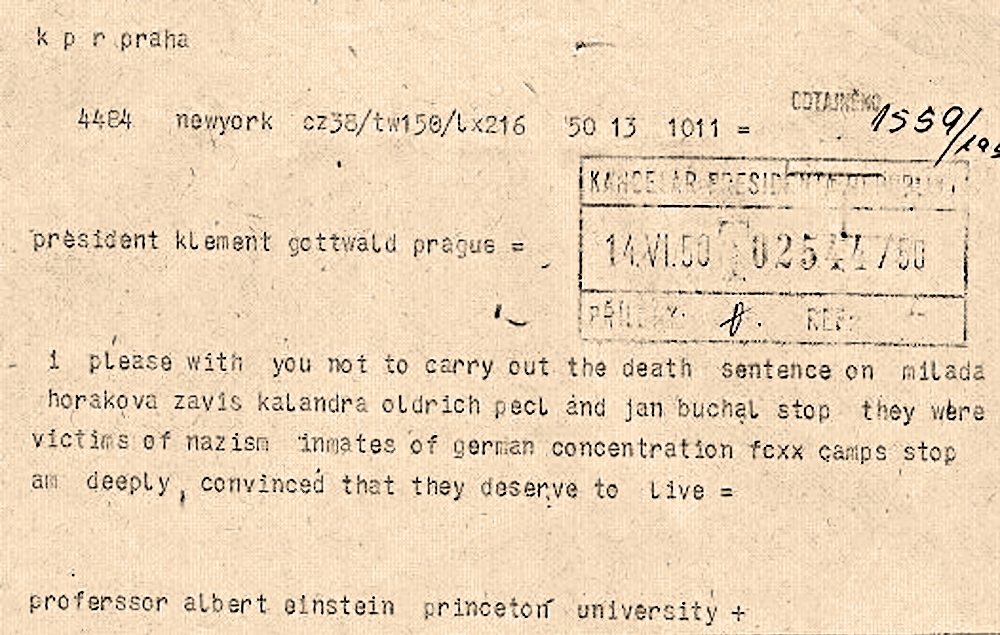
Albert Einstein (jako mnoho dalších osobností té doby) kontaktoval prezidenta Gottwalda se žádostí o zmírnění hrdelních trestů odsouzeným z tzv. „procesu s Miladou Horákovou a spol.“ (telegram přijat 14. června 1950)

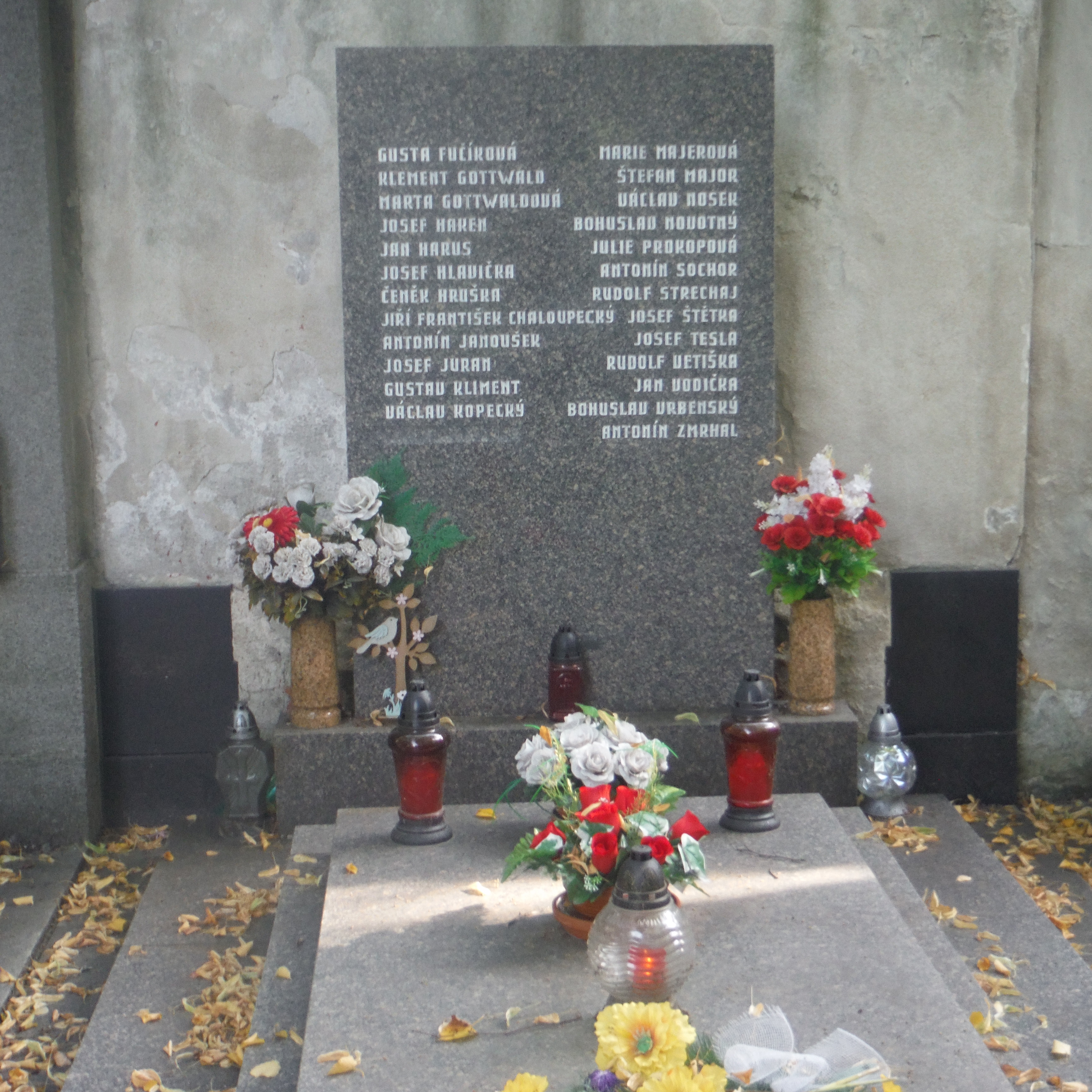
Hrob Klementa Gottwalda na Olšanských hřbitovech

- Dne 6. června 2002 byl posmrtně zbaven čestného občanství města Blovice, stejně jako dne 23. dubna 2007 čestného občanství města Vyškova, což odhlasovalo 27členné městské zastupitelstvo. Dne 12. prosince 2012 rozhodlo o odebrání čestného občanství město Strakonice. Dne 30. října 2019 mu bylo odebráno čestné občanství města Krnova.
- Československý rozhlas pořídil v letech 1947 až 1953 nahrávky nejméně 81 Gottwaldových projevů o celkové délce přes 25 hodin. Po jeho smrti měly být tyto projevy vydány jako soubor gramofonových desek, nicméně nikdy k tomu nedošlo: na některých nahrávkách Gottwald hovoří zjevně opilý, některé projevy si pak navzájem odporují (například jeho adorace prezidenta Masaryka byla v rozporu s pozdějšími postoji KSČ k první československé republice, sliby o nedotknutelnosti vlastnictví půdy či o podpoře živnostníků se během krátké doby ukázaly jako lživé). Řada dalších projevů je pravděpodobně archivována i v dosud nezpracovaných fondech KSČ a VUML, které v 50. letech z rozhlasového archivu zabavily stovky magnetofonových pásů.[35]
- Podle Klementa Gottwalda dostalo název několik jednotek československých interbrigád ve Španělsku. Například četa Klementa Gottwalda, což byla první skutečně československá jednotka v interbrigádách.[36]
- Státní banka československá vydala dnem 1. října 1989 bankovky po 100 Kčs vzoru 1989. Na líci provedeném v odstínech zelené barvy byla podobizna Klementa Gottwalda.[37] Občany byla odmítnuta a zavdala příčinu k listopadovým heslům: „Masaryka na stovku“,[38] „Nechceme stovku s vrahem“, „Chceme novou stovku, sundejte z ní vraha“ apod.[39]
- Jeho sochy byly rozmístěné po celé republice. Po revoluci 1989 se staly terčem nenásilných negativních projevů. Ruce soch byly často potřeny červenou barvou jako připomínka krve nevinných obětí z procesů 50. let, jindy měla socha na zádech velký batoh a na podstavci přibyl nápis „máš už sbaleno“. Gottwaldovy sochy byly postupně odstraněny.
- KSČM se ještě v roce 2011 hlásila k odkazu Klementa Gottwalda a při shromáždění k výročí založení komunistické strany vedoucí představitelé kladli kytice na jeho hrob.[40]